# Uvarovium
Uvarovium is een geslacht van rechtvleugeligen uit de familie veldsprinkhanen (Acrididae). De wetenschappelijke naam van dit geslacht is voor het eerst geldig gepubliceerd in 1927 door Dirsh.

## Soorten
Het geslacht Uvarovium omvat de volgende soorten:
- Uvarovium desertum Dirsh, 1927
- Uvarovium dirshi Uvarov, 1933
- Uvarovium femorale Mishchenko, 1945